# Chlorophorus swatensis
Chlorophorus swatensis är en skalbaggsart som beskrevs av Holzschuh 1974. Chlorophorus swatensis ingår i släktet Chlorophorus och familjen långhorningar.
Artens utbredningsområde är Pakistan. Inga underarter finns listade i Catalogue of Life.